# 寬海膽
寬海膽（學名：Metopaster）是一屬已滅絕的海星。牠們生存於上白堊紀至早始新世。其化石分佈在歐洲。

## 特徵
牠們的腕很短，盤很大，身體就像一塊五邊形餅乾。邊緣小骨很大，數量不多，卻很突出，上面長有很多顆粒狀的棘。構成肢端的邊緣延長並呈三角形。盤上覆蓋著小小的多邊形小骨。本屬的邊緣小骨常成為化石。

## 棲息地
與現存的近親一樣，寬海膽很可能生活在海底，以小型海生動物或沉積物中的有機質為食。

## 外部連結
- Paleobiology Database （页面存档备份，存于）